# 女々演
『女々演』（じょじょえん）は、2018年3月24日に公開された日本の青春映画。女優・福原遥の映画初主演作。監督は高野舞、脚本は神森万里江が担当。キャッチコピーは、「いつまでやんの？仲良しごっこ。」。

## ストーリー
高校最後の文化祭直前に演劇部のヒロイン、佐々木ひかりが突然退部。残された本庄沙彩、藤崎蒼生、中原胡桃、篠田美紅の4人はこれをきっかけにヒロインの座を手にいれようと、それぞれの本音がぶつかり合う！

## キャスト
- 本庄 沙彩 - 福原遥
- 佐々木 ひかり - 玉城ティナ
- 藤崎 蒼生 - 矢倉楓子
- 中原 胡桃 - 小野花梨
- 篠田 美紅 - 齋藤美咲
- 岸谷 達也 - 福山康平
- 黒田 - 秋山竜次（ロバート）
- 養護教諭 - 伊藤修子
- 購買のおじさん - 橋爪功

## スタッフ
- 監督 - 高野舞
- 脚本 - 神森万里江
- 脚本協力 - 青塚美穂
- 音楽 - 柳田しゆ
- 主題歌 - Goodbye holiday「きらり」（エイベックストラックス）[2]
- プロデューサー - 高田雄貴、沖本翔子、前田茂司、山村淳史
- キャスティングプロデューサー - 伊東雅子
- 製作 - 藤原寛
- エグゼクティブプロデューサー - 片岡秀介
- スーパーバイザー - 黒井和男
- 制作協力 - 楽映舎、T-REX FILM
- 制作 - フジテレビジョン、KATSU-do
- 製作 - 吉本興業
- 配給 - KATSU-do

## 公開劇場
- MOVIE ON やまがた（山形県山形市）
- シネ・リーブル池袋（東京都豊島区）
- 大阪ステーションシティシネマ（大阪府大阪市）

※「シネ・リーブル池袋」、「大阪ステーションシティシネマ」は2018年3月24日に公開したが、「MOVIE ON やまがた」のみ同年5月19日に公開。

## 関連情報
本作品が2018年4月20日から3日間開催された第9回沖縄国際映画祭「島ぜんぶでおーきな祭」の「TV DIRECTOR'S MOVIE」部門で上映された。